# Tutaibo phoeniceus
Tutaibo phoeniceus är en spindelart som först beskrevs av O. Pickard-Cambridge 1894.  Tutaibo phoeniceus ingår i släktet Tutaibo och familjen täckvävarspindlar. Inga underarter finns listade i Catalogue of Life.